# Лашин, Георгий Иванович
Георгий Иванович Лашин (1920, с. Секретарка, Саратовская губерния — 1946, Румыния) — старший лётчик 861-го бомбардировочного авиационного полка (244-я бомбардировочная авиационная дивизия, 17-я воздушная армия, 3-й Украинский фронт), лейтенант. Герой Советского Союза (1945).

## Биография
Родился 1 мая 1920 года в селе Секретарка Сердобского уезда Саратовской губернии (ныне — Сердобского района Пензенской области) в семье крестьянина. Русский.
С 1932 года жил в городе Москве. Здесь окончил среднюю школу № 201 и аэроклуб.
В 1940 году был призван в Красную Армию. В 1943 году окончил Кировабадскую военно-авиационную школу пилотов.
На фронте в Великую Отечественную войну — с ноября 1943 года. Член КПСС с 1944 года. Старший лётчик 861-го бомбардировочного авиационного полка Георгий Лашин к маю 1945 года совершил 236 боевых вылетов (из них 121 — на разведку, в том числе 70 — на дальнюю разведку, 51 — на фотографирование стратегических объектов), сфотографировал общую площадь 150 тыс. км², сбил с экипажем 3 самолёта противника.
После войны продолжал службу в строевых частях ВВС СССР. Служил в полку, который дислоцировался в Румынии.
18 апреля 1946 года старший лейтенант Лашин погиб в авиационной катастрофе во время тренировочного полёта на самолёте «По-2». Похоронен в городе Текуч (Румыния).

## Память
- Памятный бюст в г.СердобскеВ Москве, на доме, где он жил перед войной, и на школе в селе Секретарка установлены мемориальные доски.
- В школах села Секретарка и № 212[1] города Москвы, где он учился, созданы музеи Героя.
- Пионерская организация школы № 212 носила имя своего ученика — Героя Советского Союза лётчика Г. И. Лашина. В 1975 году в ней был открыт музей Боевой славы 861-го бомбардировочного авиационного полка[2].
- В городе Сердобск на Аллее Героев установлен бюст.

## Награды
- Указом Президиума Верховного Совета СССР от 18 августа 1945 года за образцовое выполнение заданий командования и проявленные мужество и героизм в боях с немецко-фашистскими захватчиками лейтенанту Лашину Георгию Ивановичу присвоено звание Героя Советского Союза с вручением ордена Ленина и медали «Золотая Звезда» (№ 5494).
- Награждён орденами Ленина, Красного Знамени, Отечественной войны 1 и 2 степеней, Красной Звезды, а также медалями, среди которых «За взятие Будапешта», «За взятие Вены», «За освобождение Белграда».